# EPDR1
EPDR1 (англ. Ependymin related 1) – білок, який кодується однойменним геном, розташованим у людей на 7-й хромосомі. Довжина поліпептидного ланцюга білка становить 224 амінокислот, а молекулярна маса — 25 437.
| 10         |  | 20         |  | 30         |  | 40         |  | 50         |
| ---------- |  | ---------- |  | ---------- |  | ---------- |  | ---------- |
| MPGRAPLRTV |  | PGALGAWLLG |  | GLWAWTLCGL |  | CSLGAVGAPR |  | PCQAPQQWEG |
| RQVMYQQSSG |  | RNSRALLSYD |  | GLNQRVRVLD |  | ERKALIPCKR |  | LFEYILLYKD |
| GVMFQIDQAT |  | KQCSKMTLTQ |  | PWDPLDIPQN |  | STFEDQYSIG |  | GPQEQITVQE |
| WSDRKSARSY |  | ETWIGIYTVK |  | DCYPVQETFT |  | INYSVILSTR |  | FFDIQLGIKD |
| PSVFTPPSTC |  | QMAQLEKMSE |  | DCSW       |  |            |  |            |

A: Аланін

C: Цистеїн

D: Аспарагінова кислота

E: Глутамінова кислота

F: Фенілаланін

G: Гліцин

I: Ізолейцин

K: Лізин

L: Лейцин

M: Метіонін

N: Аспарагін

P: Пролін

Q: Глутамін

R: Аргінін

S: Серин

T: Треонін

V: Валін

W: Триптофан

Задіяний у такому біологічному процесі, як альтернативний сплайсинг. 
Секретований назовні.